# Combretum blepharopetala
Combretum blepharopetala är en tvåhjärtbladig växtart som beskrevs av Gerald Ernest Wickens. Combretum blepharopetala ingår i släktet Combretum och familjen Combretaceae. Inga underarter finns listade i Catalogue of Life.